# جامعة مزومبي
جامعة مزومبي (بالسواحلية: Chuo Kikuu Mzumbe) هي جامعة عامة في مزومبي في تنزانيا، تقع بالقرب من موروغورو. تم تأسيسها في عام 2001.

## الوحدات الأكاديمية
فيما يلي الوحدات الأكاديمية:
- كلية إدارة الأعمال.
- كلية الإدارة العامة والإدارة.
- كلية الحقوق.
- كلية العلوم الاجتماعية.
- كلية العلوم والتكنولوجيا.
- معهد دراسات التنمية.
- مديرية البحوث والمنشورات والدراسات العليا.

## وصلات خارجية
- الموقع الرسمي